# Cratere Brontë
Brontë è un cratere d'impatto presente sulla superficie di Mercurio, a 38,53° di latitudine nord e 127,52° di longitudine ovest. Il suo diametro è pari a 68 km.
Il cratere è stato battezzato dall'Unione Astronomica Internazionale in onore dei componenti della famiglia Brontë: Charlotte Brontë, Emily Brontë, Anne Brontë e Branwell Brontë.